# Bretagne (hund)
Bretagne, född 25 augusti 1999, död 6 juni 2016 uttal: Brittany, var en Golden retriever räddningshund som sökte efter överlevande på Ground Zero efter 11 september-attackerna 2001. Det var det första uppdraget för henne och hennes ägare och tränare, Denise Corliss, och de arbetade där i 10 dagar. Corliss, en frivillig brandman på Cy-Fair Fire Department, började träna Bretagne för sök- och räddningsarbete redan vid åtta veckors ålder.
Bretagne dök upp på Today Show tillsammans med NBC News Tom Brokaw. Hon deltog senare i räddningsinsatser efter orkanerna Rita, Katrina och Ivan. Bretagne gick i pension vid 9 års ålder. Efter sin pensionering fortsatte hon sin samhällstjänst som läshund på en lokal grundskola. Elever i första klass som var blyga för att läsa högt var mer villiga när Bretagne var där och gav ett vänligt lyssnande öra.
Bretagne tros ha varit den sista överlevande hunden från attackerna den 11 september när hon avlivades i Texas 2016. Hon var då 16 år gammal och led av njursvikt. När Bretagne gick in på djursjukhuset i Cypress, Texas, saluterades hon av brandmän och sök- och räddningspersonal från brandkåren längs trottoaren och när hon senare bars ut av sök- och räddningsarbetarna, i en kista draperad i en Texas-flagga, återupptog raden av brandmän sin salut med sorgband över sina märken.